# 锁麟囊
《锁麟囊》是1940年由剧作家翁偶虹应程砚秋之约而作的京剧剧本，故事题材取自焦循《劇說卷三》引述清初筆記小說《只麈談》。该剧1940年5月首演于上海黄金戏院，当年的演员阵容甚为硬整：由四大名旦之一的程砚秋领衔主演，另有吴富琴、芙蓉草（饰胡婆）、孙甫亭、刘斌昆、李四广、慈少泉等配演。后于1941年4月首演于北平的长安大戏院。

## 故事大意
乙酉年六月十八，登州富家小姐薛湘灵出嫁，花轿于途中遇雨，在春秋亭暂避；彼时载着贫女赵守贞的另一架花轿也避入其里。赵守贞感叹贫富相遇，世态炎凉，因而啼哭。湘灵仗义怜惜，从嫁资中取内贮珠宝之锁麟囊相赠，赵父询问湘灵姓名以便日后报恩，湘灵却不许婢女梅香告知对方自己的名氏。登时雨止，二人别去。
六年后，洪水洗劫登州，湘灵与家人失散之后逃难到了莱州，为求生计，只好在当地绅士卢家为奴。一日陪刁蛮小公子天麟在夫人曾嘱勿上的小楼下游戏，公子将球抛入小楼上，逼薛取球，湘灵不得已而为之，却见己当日赠贞之锁麟囊供在楼上，不觉悲泣，原来卢夫人即是昔日的贫家女赵守贞。卢夫人在小楼见湘灵见囊哭泣，心中生疑，问答之间得知湘灵即是当年赠宝的恩人。卢夫人既知湘灵为赠囊之人，好生感慰，敬如上宾，恰逢此时湘灵一家老小脱难寻来，最终闔家团聚。

## 艺术成就
- 声腔艺术上的成就在程派剧目中独居魁首。全剧每一折都有精彩唱段，尤以“选妆奁”中的“四平调”，“春秋亭”中大段的“二六”和“流水”, “打粥进府-绣楼”中的“二黄三眼”, “三让椅”中的“西皮原板”转“二六”，以及“团圆”中“二六”最为脍炙人口。1983年纪念程砚秋先生逝世25周年，程门五大弟子（按出场序依次为李蔷华、李世濟、赵荣琛、王吟秋、新艳秋）合演《锁麟囊》, 可谓此剧的标本.
- 品位高雅，佳句叠出，结构巧妙，节奏得法，张驰有度。

## 禁演
中華人民共和國執政後，此劇就因為違背社會主義思想問題被提起，程還被迫修改部分劇本內容，1954年11月《戏剧报》批评《锁麟囊》为：“宣扬缓和阶级矛盾以及向地主报恩的反动思想的剧本。”因此，此剧长时间被禁演。直到改革开放後才在中國大陸復出。

## 脚注
1. ↑  . 凤凰网.   [2014-03-07]. （原始内容存档于2014-03-08）.